# Bundesstraße 264
Pour les articles homonymes, voir Route 264.
La Bundesstrasse 264 est une Bundesstraße du Land de Rhénanie-du-Nord-Westphalie.
La Bundesstrasse 264 est parallèle à la Bundesautobahn 4, entre la frontière entre l'Allemagne et la Belgique près d'Aix-la-Chapelle jusqu'à Cologne.
L'ancienne route passait par Haaren et Würselen-Broichweiden. La B 264 entre l'Europaplatz et la sortie de Würselen-Broichweiden (A 44) est interrompue depuis 2004. Aujourd'hui, la connexion se fait par les autoroutes A 544 et A 44. Du côté belge, la Bundesstraße 264 continue en Belgique par la route nationale 3 par La Calamine et Liège vers Bruxelles.
La rocade Eschweiler-Weisweiler avec un nouveau pont sur l'Inde existe depuis le 18 décembre 2006.

## Source
- (de) Cet article est partiellement ou en totalité issu de l’article de Wikipédia en allemand intitulé « Bundesstraße 264 » (voir la liste des auteurs).

1. ↑  (de) « Die Bundes- und Reichsstraßen in Deutschland - Nr. 166 bis 327 » [archive du 18 février 2009], sur home.arcor.de (consulté le 16 juillet 2025)